# 英格蘭足球聯賽系統
英格蘭足球聯賽系統（英語：The English football league system），亦稱為「足球金字塔」（football pyramid），是一系列由英格蘭、5支威爾斯和1支根西島的足球會参加的相關連聯賽組別。分層形式的系統在聯賽不同級別提供升班或降班機制，讓每支球隊均有機會爬到金字塔頂端。系統內有超過140個不同聯賽，包含多於480個組別。因球會加入或退出，甚至倒閉，每個聯賽參賽球隊的數目每年不同，但估計平均每級約有15支球隊，整個系統約有近5,300個球會及超過7,000支球隊參賽。

## 關於系統

圖示英格蘭足球聯賽系統第九級聯賽覆蓋的地區

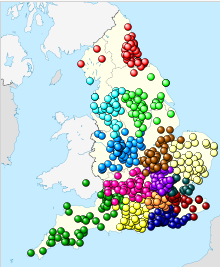
2011/12年球季英格蘭足球聯賽系統第九至十級球隊位置圖

聯賽系統結構形如金字塔，以升降班制度互相聯繫。每個聯賽有部分好成績的球隊可以晉升到更高級別的聯賽，而在下游的球隊可能會降低一級。除在球場有出色的表現外，升級往往取決於上級聯賽訂下的規條，尤其是合適的硬件設施和財務狀況。
一支底層地方業餘球隊理論上可以登上聯賽系統的頂端，成為英超的冠軍，但實際操作上機會微乎其微，當然亦有球隊可以在金字塔內有顯著的爬升。
最頂層五個級別的聯賽只有單一個組別的聯賽，在此以下，各個級別逐漸由更多的平行聯賽組成，而每個聯賽逐漸覆蓋更細小的地區。而許多的聯賽亦具有多於一個組別分佈於不同的級別。在境內不同地區亦有聯賽沒有正式納入聯賽系統，只因這些聯賽與其他聯賽沒有達成協議，但仍然被地方的足球總會所承認。來自聯賽系統以外的球會，當其認為達到一定的水平，並有合適的設施，可申請加入聯賽系統內的聯賽，成為金字塔組成的一分子。
在英超和英格蘭足球聯賽以下的7個級別稱為「全國聯賽系統」（National League System），由英格蘭足球總會直接管轄，多年來經歷不斷進化。而最近期的重大重組，兩個新增的聯賽被置於第六級，稱為議北聯和議南聯，將南部聯賽、依斯米安聯賽和北部超級聯賽的頂級組別推低一級到第七級。2014年5月，足總宣佈預備在英格蘭足球聯賽和全國聯賽之間新增一個級別，可供高級別球會的二隊參賽。
聯賽系統沒有包括俗稱「周日聯賽」（Sunday league）的業餘聯賽，這些聯賽獨立營運，通常亦沒有金字塔式的升降制度，但亦一些球會意圖晉升更高級的聯賽而加入聯賽系統內的聯賽。

## 系統結構
在足球聯賽金字塔的頂層（第1級）是單一組別包含20隊的英超聯。
其下為足球聯賽，分為三個級別，英冠聯（第2級）、甲級聯賽（第3級）及乙級聯賽（第4級），每級24隊。雖然英超聯在1992年脫離足球聯賽，但其20支球隊仍聯同72支聯賽球隊合稱「聯賽」球會，同為全職業球隊。雖然在四個組別以外的球隊在不同級別的聯賽中競賽，但仍通稱為「非聯賽」球隊。
在「非聯賽」足球比賽最高層的是全國聯賽，包括一個擁有22隊的全國性聯賽（第5級），緊接著為函蓋英格蘭北部及南部（及部份威爾斯）每組22隊的兩組聯賽（第6級）。部份球隊為全職業，而其餘為半職業球隊。在全國聯賽以下的級別部份大球會為半職業，越往下層的級別，球隊逐漸變為由業餘球隊所組成。
在議會聯賽以下為三個地區性聯賽的級別，以地域區分（雖然部份會重疊）：北部超級聯賽函蓋北部地區，南部聯賽函蓋南部（東南部除外）、中部地區及部份的威爾斯，而依斯米安聯賽則函蓋東南地區。每組聯賽再區分為超級聯賽（第7級）及甲組聯賽（第8級），而南部超聯賽的甲組聯賽分為東部各西部兩組平行作賽。
只有依斯米安聯賽擁有乙組聯賽，與其他地區性聯賽的頂級組別排在第9級：包括西北郡制足球聯賽（North West Counties Football League）; 北部聯賽（Northern League）; 西部足球聯賽（Western Football League）; 威塞克斯聯賽（Wessex League）; 薩西克斯郡聯賽（Sussex County Football League）; 希臘足球聯賽（Hellenic Football League）; 中部足球聯盟（Midland Football Alliance）; 聯合郡制足球聯賽（United Counties Football League）; 東部郡制足球聯賽（Eastern Counties Football League）; 肯特郡聯賽（Kent League）; 斯巴達中部南足球聯賽（Spartan South Midlands Football League）; 混合郡制足球聯賽（Combined Counties Football League）; 艾塞克斯郡高級足球聯賽（Essex Senior Football League）。
每一個地區性聯賽之下再分為不同級別的更細的地區聯賽，在某些地區聯賽可劃分多達廿級的比賽。由第5級至第11級通稱全國聯賽系統（National League System），由英格蘭足球總會所管轄。
每一個聯賽各有其規條，但大約共同採用在同一球季內，球隊之間互相對疊兩次，勝方獲得3分，負方無分，打和各得1分，球隊以獲得分數排列而成績分榜，同分以下的計算方式則各處鄉村各處例。理論上每支球隊可以憑成績升上或降下任何級別，但高級別的聯賽會有較多限制，如球場設施（汎光燈、觀眾容量等），如未能達到其要求，球隊雖獲升級的資格仍會被禁止升級，這在業餘與職業之間的級別常常發生。

## 現時結構
| 級別 | 聯賽／組別 | 聯賽／組別 | 聯賽／組別 | 聯賽／組別 | 聯賽／組別 | 聯賽／組別 | 聯賽／組別 | 聯賽／組別 | 聯賽／組別 |
| 1    | 1          | 英超聯赛 20隊 3隊降級 | 英超聯赛 20隊 3隊降級 | 英超聯赛 20隊 3隊降級 | 英超聯赛 20隊 3隊降級 | 英超聯赛 20隊 3隊降級 | 英超聯赛 20隊 3隊降級 | 英超聯赛 20隊 3隊降級 | 英超聯赛 20隊 3隊降級 |
| 2    | 足球聯賽   | 冠軍聯賽 24隊 3隊升級，3隊降級 | 冠軍聯賽 24隊 3隊升級，3隊降級 | 冠軍聯賽 24隊 3隊升級，3隊降級 | 冠軍聯賽 24隊 3隊升級，3隊降級 | 冠軍聯賽 24隊 3隊升級，3隊降級 | 冠軍聯賽 24隊 3隊升級，3隊降級 | 冠軍聯賽 24隊 3隊升級，3隊降級 | 冠軍聯賽 24隊 3隊升級，3隊降級 |
| 3    | 足球聯賽   | 甲級聯賽 24隊 3隊升級，4隊降級 | 甲級聯賽 24隊 3隊升級，4隊降級 | 甲級聯賽 24隊 3隊升級，4隊降級 | 甲級聯賽 24隊 3隊升級，4隊降級 | 甲級聯賽 24隊 3隊升級，4隊降級 | 甲級聯賽 24隊 3隊升級，4隊降級 | 甲級聯賽 24隊 3隊升級，4隊降級 | 甲級聯賽 24隊 3隊升級，4隊降級 |
| 4    | 足球聯賽   | 乙級聯賽 24隊 4隊升級，2隊降級 | 乙級聯賽 24隊 4隊升級，2隊降級 | 乙級聯賽 24隊 4隊升級，2隊降級 | 乙級聯賽 24隊 4隊升級，2隊降級 | 乙級聯賽 24隊 4隊升級，2隊降級 | 乙級聯賽 24隊 4隊升級，2隊降級 | 乙級聯賽 24隊 4隊升級，2隊降級 | 乙級聯賽 24隊 4隊升級，2隊降級 |
| 5    | 全國聯賽   | 全國聯賽級 24隊 2隊升級，4隊降級 | 全國聯賽級 24隊 2隊升級，4隊降級 | 全國聯賽級 24隊 2隊升級，4隊降級 | 全國聯賽級 24隊 2隊升級，4隊降級 | 全國聯賽級 24隊 2隊升級，4隊降級 | 全國聯賽級 24隊 2隊升級，4隊降級 | 全國聯賽級 24隊 2隊升級，4隊降級 | 全國聯賽級 24隊 2隊升級，4隊降級 |
| 6    | 全國聯賽   | 全國聯賽北 24隊 2隊升級，4隊降級 | 全國聯賽北 24隊 2隊升級，4隊降級 | 全國聯賽北 24隊 2隊升級，4隊降級 | 全國聯賽北 24隊 2隊升級，4隊降級 | 全國聯賽南 24隊 2隊升級，4隊降級 | 全國聯賽南 24隊 2隊升級，4隊降級 | 全國聯賽南 24隊 2隊升級，4隊降級 | 全國聯賽南 24隊 2隊升級，4隊降級 |
| 7    | 7          | 北部超級聯賽 | 北部超級聯賽 | 北部超級聯賽 | 南部聯賽 | 南部聯賽 | 依斯米安聯賽 | 依斯米安聯賽 | 依斯米安聯賽 |
| 7    | 7          | 超聯組 22隊 2隊升級，4隊降級 | 超聯組 22隊 2隊升級，4隊降級 | 超聯組 22隊 2隊升級，4隊降級 | 超聯組中 22隊 2隊升級，4隊降級 | 超聯組南 22隊 2隊升級，4隊降級 | 超聯組 22隊 2隊升級，4隊降級 | 超聯組 22隊 2隊升級，4隊降級 | 超聯組 22隊 2隊升級，4隊降級 |
| 8    | 8          | 甲組西 20隊 2隊升級， 2隊降級 | 甲組東 20隊 2隊升級， 2隊降級 | 甲組中 20隊 2隊升級， 2隊降級 | 甲組中 20隊 2隊升級， 2隊降級 | 甲組南 20隊 2隊升級， 2隊降級 | 甲組北 20隊 2隊升級， 2隊降級 | 甲組中南 20隊 2隊升級， 2隊降級 | 甲組東南 20隊 2隊升級， 2隊降級 |
| 9-11 | 9-11       | 東部郡制足球聯賽（超聯組、甲組北、甲組南） 中部足球聯賽（超聯組、甲組） 北部足球聯賽（甲組、乙組） 北部東郡制足球聯賽（超聯組、甲組） 西北郡足球聯賽（超聯組、甲組北、甲組南） 聯合郡制聯賽（超聯組北／超聯組南） | 東部郡制足球聯賽（超聯組、甲組北、甲組南） 中部足球聯賽（超聯組、甲組） 北部足球聯賽（甲組、乙組） 北部東郡制足球聯賽（超聯組、甲組） 西北郡足球聯賽（超聯組、甲組北、甲組南） 聯合郡制聯賽（超聯組北／超聯組南） | 東部郡制足球聯賽（超聯組、甲組北、甲組南） 中部足球聯賽（超聯組、甲組） 北部足球聯賽（甲組、乙組） 北部東郡制足球聯賽（超聯組、甲組） 西北郡足球聯賽（超聯組、甲組北、甲組南） 聯合郡制聯賽（超聯組北／超聯組南） | 混合郡制足球聯賽（超聯組北） 艾塞克斯郡高級足球聯賽 海倫尼克足球聯賽（超聯組、甲組） 斯巴達中部南足球聯賽（超聯組、甲組） 聯合郡制聯賽（超聯組南） 威塞克斯足球聯賽（超聯組、甲組） 西部足球聯賽（超聯組、甲組） | 混合郡制足球聯賽（超聯組北） 艾塞克斯郡高級足球聯賽 海倫尼克足球聯賽（超聯組、甲組） 斯巴達中部南足球聯賽（超聯組、甲組） 聯合郡制聯賽（超聯組南） 威塞克斯足球聯賽（超聯組、甲組） 西部足球聯賽（超聯組、甲組） | 混合郡制足球聯賽（超聯組北／超聯組南） 東部郡制足球聯賽（超聯組、甲組北、甲組南） 艾塞克斯郡高級足球聯賽 南部聯合足球聯賽（超聯組、甲組、乙組） 南部郡制東足球聯賽（超聯組、甲組） 斯巴達中部南足球聯賽（超聯組、甲組） 威塞克斯足球聯賽（超聯組、甲組） | 混合郡制足球聯賽（超聯組北／超聯組南） 東部郡制足球聯賽（超聯組、甲組北、甲組南） 艾塞克斯郡高級足球聯賽 南部聯合足球聯賽（超聯組、甲組、乙組） 南部郡制東足球聯賽（超聯組、甲組） 斯巴達中部南足球聯賽（超聯組、甲組） 威塞克斯足球聯賽（超聯組、甲組） | 混合郡制足球聯賽（超聯組北／超聯組南） 東部郡制足球聯賽（超聯組、甲組北、甲組南） 艾塞克斯郡高級足球聯賽 南部聯合足球聯賽（超聯組、甲組、乙組） 南部郡制東足球聯賽（超聯組、甲組） 斯巴達中部南足球聯賽（超聯組、甲組） 威塞克斯足球聯賽（超聯組、甲組） |

系统只定义至第11级联赛，但若向下延伸则估计最多可达20级。

## 外部連結
- 英格蘭足球總會官方網站 （页面存档备份，存于）
- 英格蘭足球超級聯賽官方網站（英文） （页面存档备份，存于）
  - 英格蘭超級聯賽官方網站（繁体中文）
  - 英格蘭超級聯賽官方網站（简体中文）
- 英格蘭足球聯賽官方網站 （页面存档备份，存于）
  - 英格蘭冠軍聯賽官方網站
  - 英格蘭甲級聯賽官方網站
  - 英格蘭乙級聯賽官方網站
- 英格蘭足球協會全國聯賽官方網站 （页面存档备份，存于）